# 540p
540p es el nombre corto para una de las categorías de los modos de vídeo. El número 540 representa 540 líneas horizontales de resolución de pantalla, mientras que la letra p significa barrido progresivo.

## Visión general
Tiene una resolución de 720x540 píxeles = 420.620 píxeles (0,4 megapíxeles). 540p es muy común en países que usan o han usado el sistema entrelazado NTSC como Norteamérica, Colombia y Japón.
El frame rate es de normalmente 30 o 60 cuadros por segundo o fps (frames per second) y puede venir indicado después de la letra. 540p60 es considerada enhanced-definition television (EDTV). Puede ser usada en varios sistemas como la televisión digital, ATSC y DVB.

## SDTV
Las resoluciones más usadas son la de 960 pixeles y 16:9 aspect ratio en la televisión de alta definición (HDTV), o de 720 pixeles y 4:3 de aspect ratio en la televisión de definición estándar (SDTV).